# Virginia Hall
Virginia Hall Goilott (6 de abril de 1906 - 8 de julio de 1982) fue una espía estadounidense con la Dirección de Operaciones Especiales británica durante la Segunda Guerra Mundial y más tarde con la Office of Strategic Services y la División de Actividades Especiales de la Agencia Central de Inteligencia. Ella era conocida por muchos alias, incluidos "Marie Monin", "Germaine", "Diane", "Marie of Lyon", "Camille", y "Nicolas".

## Biografía
Estudió en el Radcliffe College, facultad para mujeres de la Universidad de Harvard; en el Barnard College, la facultad femenina de la Universidad de Columbia, y un posgrado en la Universidad Americana de Washington D. C., donde aprendió francés, italiano y alemán. Viajó por Europa y estudió en la Escuela de Ciencias Políticas de París, en la Konsularakademie de Viena y en Alemania. Al terminar estos estudios de posgrado, aceptó un puesto de secretaria en la Embajada de Estados Unidos en Varsovia y desde allí fue trasladada a Izmir (Esmirna), en Turquía.
Fue rechazada en un principio por la inteligencia de Estados Unidos por faltarle una parte de la pierna izquierda (por debajo de la rótula) amputada a causa de un accidente de caza en Esmirna. Pero el SOE británico no se negó. El propósito de SOE y OSS era realizar espionaje, sabotaje y reconocimiento en la Europa ocupada contra los poderes del Eje. Los agentes de SOE y OSS se aliaron con los grupos de resistencia franceses y les suministraron armas y equipos lanzados en paracaídas desde Inglaterra. Después de la Segunda Guerra Mundial, Hall trabajó para la División de Actividades Especiales de la Agencia Central de Inteligencia.
Hall fue una agente pionera de la SOE, llegando a Francia en agosto de 1941, la primera agente femenina en establecerse en Francia. Ella creó la red Heckler en Lyon. Durante los siguientes 15 meses, "se convirtió en una experta en operaciones de apoyo: organizó movimientos de resistencia; suministró a los agentes dinero, armas y suministros; ayudó a escapar a los aviadores derribados; ofreció casas seguras y asistencia médica a agentes y pilotos heridos". Pero gracias a Abbe Ackuin, un "topo" de la Gestapo en la Resistencia cuyo nombre en clave era "Bishop", los nazis pudieron arrinconar a Virginia, que tuvo que huir de Francia en noviembre de 1942 para evitar ser capturada por los alemanes. Logró pasar los Pirineos andando desde Villafranca de Conflent a San Juan de las Abadesas, pero las autoridades de inmigración la detuvieron por entrar a España sin visado. Durante seis semanas, Virginia estuvo en una prisión en Figueras (Gerona) hasta que la embajada de Estados Unidos logró liberarla. Entonces pasó a formar parte de la OSS, la Oficina de Servicios Estratégicos de Estados Unidos predecesora de la actual CIA. Regresó a Francia como operadora inalámbrica para el OSS en marzo de 1944 y miembro de la red Saint. Quemando varias falsas identidades y tapaderas, estuvo en Crozant y luego en Cosne. Como otras agentes femeninas de la Resistencia (Diana Rowden, Violette Szabo y Lilian Rolfe) trabajó en un territorio aún ocupado por el ejército alemán y principalmente sin la ayuda de otros agentes de la OSS, suministró armas, entrenamiento y dirección a grupos de resistencia franceses, llamados maquis, especialmente en Haute-Loire, donde los maquis limpiaron el departamento de soldados alemanes antes a la llegada del ejército estadounidense en septiembre de 1944. Los alemanes le dieron el sobrenombre de Artemisa y, según los informes, la Gestapo la consideraba "la espía aliada más peligrosa".
El resto de su vida, Virginia trabajó para la CIA: unas instalaciones de esta oficina llevan su nombre. Tras la Segunda Guerra Mundial, Francia le otorgó la Croix de Guerre avec Palme, Gran Bretaña la convirtió en miembro de la Orden del Imperio Británico, y el gobierno de Estados Unidos le entregó la Cruz del Servicio Distinguido.